# آکادمی آلبانی، چورلی
آکادمی آلبانی (با نام‌های پیشین کالج علمی آلبانی و دبیرستان آلبانی) یک مدرسه آموزش متوسطه در چورلی در منطقه لانکاشر در ناحیه شمال غربی انگلستان است.
این مدرسه در اصل در سن آلبان در کاخ یارو (Yarrow) در کنار رود یارو گشوده شد.